# Антиповский бор
Антиповский бор — комплексный памятник природы регионального значения, который территориально располагается в Шолоховском районе Ростовской области. Статус особо охраняемой природной территории был присвоен согласно Постановлению Ростовской области от 19 октября 2006 года № 418. За сохранность и функционирование урочища отвечает Министерство природных ресурсов и экологии Ростовской области.

## История
Антиповский бор известен насаждениями сосны обыкновенной — возраст деревьев превышает сотню лет. Лесоразведение на этой степной территории было начало в 1905 году, когда один из хуторских учителей — Степан Андреевич Кондрашов — самостоятельно привозил саженцы. Заложены они были на землях разнотравно-типчаково-ковыльной степи. К месту, где были высажены эти саженцы, сейчас примыкают хвойные массивы, с восточной стороны это территория площадью 20 тысяч гектар Вешенского лесхоза, а с западной стороны — 15 тысяч гектар Казанского лесхоза.
Территория Антиповского бора обладает водоохранным, научным, природоохранным, водорегулирующим значением. Урочище было образовано 23 ноября 1977 года согласно Решению РИК № 363.

## Описание
Заповедная территория находится восточнее хутора Дубровского, вблизи хутора Антиповского, на левом берегу реки Решетовки. 15 километров разделяют ее со станицей Вёшенской. Антиповский бор состоит из 1 участка. Он находится на территории кварталов Антиповского участкового лесничества Шолоховского территориального отдела — лесничества. Состояние природоохранной территории удовлетворительное. Площадь урочища составляет около 23,3 гектара, это место одного из самых старых насаждений сосен на Дону.